# Rafael Tolói
Rafael Tolói, né le 10 octobre 1990 à Glória d'Oeste au Brésil, est un footballeur italo-brésilien qui évolue au poste de défenseur central et qui représente l'Italie sur le plan international.

## Carrière en club

### Goiás
Originaire de Glória d'Oeste, Mato Grosso, il intègre le Goiás Esporte Clube en 2008, et contribue à la victoire de son club au Campeonato Goiano en 2009. Durant son passage chez Goiás, Tolói dispute 17 matchs en Série B et marque à deux reprises. En 2010, il atteint les finales de la Copa Sudamericana avec l'équipe verte.

### São Paulo
Le 5 juillet 2012, Tolói est confirmé dans l'effectif du São Paulo FC, ayant signé un contrat de cinq ans en tant que défenseur. Il marque son premier but pour São Paulo le 25 juillet 2012 lors d'un match contre Atlético Goianiense.
Le 3 août 2013, Tolói inscrit le but qui assure le titre de la Coupe Eusébio au São Paulo FC, lors d'une victoire 2-0 contre S.L. Benfica.

#### Prêt à l'AS Roma
Le 31 janvier 2014, Tolói est prêté à l'A.S. Roma, club de Serie A, pour le reste de la saison 2013-2014, moyennant 500 000 €. L'accord prévoit une option d'achat pour un montant total de 5,5 millions €. Il fait ses débuts pour les Giallorossi dans leur victoire 2-1 contre Torino le 25 mars 2014, jouant l'intégralité du match à la place de Medhi Benatia suspendu.

### Atalanta
Le 26 août 2015, Tolói rejoint l'Atalanta B.C. pour un transfert de 3,5 millions d'euros. Il fait ses débuts le 13 septembre lors d'un match nul 2-2 en championnat contre Sassuolo, entrant en jeu à la 80e minute en remplacement de Gianpaolo Bellini. Lors de son deuxième match, onze jours plus tard, il commence et marque l'unique but de la victoire 1-0 en championnat contre Empoli.
Le 22 février 2018, Tolói inscrit son premier but en compétition UEFA, contre Borussia Dortmund lors des seizièmes de finale de la Ligue Europa. Le match se termine sur un nul 1-1, mais l'Atalanta ne se qualifie pas pour le tour suivant, ayant perdu 3-2 au match aller.
Tolói devient capitaine de l'Atalanta lors de la saison 2020-2021, succédant à Papu Gómez parti du club.
Il remporte la Ligue Europa 2023-2024 avec l'Atalanta Bergame

## Carrière internationale
Tolói a joué pour le Brésil au niveau des moins de 20 ans, remportant le championnat sud-américain en 2009 et finissant deuxième à la Coupe du monde de la même année.
En ayant acquis la citoyenneté italienne, ayant vécu en Italie pendant cinq ans et n'ayant jamais représenté le Brésil en équipe nationale senior, Tolói a obtenu l'autorisation de la FIFA de changer d'allégeance internationale en faveur de l'Italie le 17 février 2021,,,. Il a été sélectionné dans l'équipe italienne par l'entraîneur Roberto Mancini le 19 mars 2021,, et a fait ses débuts le 31 mars dans les qualifications pour la Coupe du monde 2022 contre la Lituanie, jouant l'intégralité du match dans une victoire à l'extérieur 2-0.
Le 1er juin 2021, Tolói a été inclus par l'entraîneur Roberto Mancini dans l'équipe italienne de 26 joueurs pour l'Euro 2020. Lors du deuxième match de groupe de l'Italie le 16 juin, il a fait sa première apparition du tournoi en tant que remplaçant en seconde période pour Domenico Berardi, et a contribué à mettre en place le but de Ciro Immobile lors d'une victoire 3-0 contre la Suisse, permettant à l'Italie de se qualifier pour les huitièmes de finale. Le 11 juillet, Tolói a remporté le Championnat d'Europe avec l'Italie lors d'une victoire en tirs au but 3-2 contre l'Angleterre en finale, après un match nul 1-1 en prolongation.

## Style de jeu
Tolói est un défenseur solide physiquement, principalement reconnu pour son sens de l'anticipation. Bien qu'il évolue généralement en tant que défenseur central, il peut également jouer en tant qu'arrière droit et se distingue par sa capacité à contribuer autant en attaque qu'en défense,,.

## Palmarès

### En club
- Goiás Esporte Clube
  - Champion de l'État du Goiás
    - Champion : 2009 et 2012
- São Paulo
  - Copa Sudamericana
    - Vainqueur : 2012
- Atalanta Bergame
  - Ligue Europa
    - Vainqueur : 2024

  - Coupe d'Italie
    - Finaliste : 2019, 2021 et 2024

### En sélection nationale
- Équipe d'Italie
  - Euro
    - Vainqueur : 2020